# François Arnal
Pour les articles homonymes, voir Arnal.
François Arnal, né le 2 octobre 1924 à La Valette-du-Var (Var) et mort le 28 octobre 2012 au Kremlin-Bicêtre (Val-de-Marne), est un peintre et lithographe français.

## Biographie
François Jean Ernest Arnal est issu d'une famille de vignerons varois. Après des études secondaires au lycée de Toulon, il poursuit, à l'université d'Aix-en-Provence, des études de droit et de lettres.
En 1943, il entre dans la Résistance et rejoint un maquis de l'Auvergne.
Après guerre, François Arnal se tourne vers la peinture en 1947. En 1948, il arrive à Paris où il rencontre des peintres, tels Pierre Dmitrienko, Serge Rezvani ou Bernard Quentin, et des écrivains, dont Raymond Queneau, Hubert Juin, J.-C. Lambert et Alain Jouffroy. Il participe aux mouvements de l'abstraction lyrique, dont un mentor fut Charles Estienne (1908-1966), et de l'art informel (Michel Tapié).
En 1960, François Arnal aborde la sculpture.
Il vit ensuite aux États-Unis six mois par an, où il expose et travaille jusqu'en 1964, année où il se fixe à Paris.
Il a été le compagnon de l'actrice Micheline Presle pour laquelle il a créé du mobilier pour son domicile .
En 1968, Arnal ouvre l'Atelier A à Paris, qui édite notamment des objets créés par des artistes (tables, luminaires).
En 1975, il se remet à la peinture et à la sculpture et commence à écrire des romans et des pièces de théâtre.
À partir de 1987, il installe l'Atelier A à Arcueil, ainsi que son propre atelier qui sera voisin de ceux des peintres Antonio Seguí, Herman Braun-Vega et Vladimir Veličković.
En 2009, François Arnal revient au design et dessine la table Véli Vélo, qui sera éditée à 50 exemplaires et signée François Arnal, Atelier A.

## Œuvres (sélection)
- L'Éclipse, 1954, huile sur toile, signée datée en bas à droite, 54,5 × 33 cm, Musée d'Évreux.
- Série des élémentaires pour une dynamique blanche, acrylique sur toile, 176 × 175 cm, 1980, musée d'Art de Toulon

## Citations
« On ne sait rien du tout, d'où on est, où on va, sauf qu'il faut aimer la vie, la vie... et j'aime la vie. »